# Miguel de Oquendo
Miguel de Oquendo y Domínguez de Segura (San Sebastián, Guipúzcoa; 1534-ibidem; 2 de octubre de 1588) fue un almirante general español del siglo XVI.

## Biografía
Era hijo de Antonio de Oquendo y María Domínguez de Segura, nació en San Sebastián, en una humilde casita de los arenales de Ulía. Desempeñó de mozo oficios mercantiles y artesanos pero hacia los 15 años se enroló en la Marina efectuando diversas travesías, entre ellas la de América. Luego aprestó sus propios navíos con los que hacía travesías y comercio, lo que le enriqueció.
En 1562 se casó con la hija de un licenciado, María de Zandategui, reedifica su casa de Ulía y llega a ser regidor y alcalde de la ciudad. Fue padre del famoso marino Antonio de Oquendo.

## Hechos destacables
- 1575 - Participó con una nave de su propiedad en la jornada de Orán.
- 1582 - Participó como capitán general de la escuadra de Guipúzcoa en la batalla de la Isla Terceira a las órdenes de Álvaro de Bazán. En esta batalla rinde a la Almirante Francesa, poniendo en ella su bandera y apoderándose de la enemiga como trofeo.
- 1583 - Tomó parte en el desembarco y conquista de la Isla Tercera, reconociendo primero la costa para determinar el lugar de desembarco y dando apoyo naval a las operaciones.
- 1588 - Junto a Recalde fue nombrado teniente de la Gran Armada, para complementar los pocos conocimientos marineros de Alonso Pérez de Guzmán y Sotomayor, duque de Medina Sidonia. Su nave fue incendiada y tuvo que abandonarla. Murió en su casa donostiarra el 1 o 2 de octubre, tras regresar de esa desastrosa jornada.[4]